# Nyctemera arcuatum
Nyctemera arcuatum là một loài bướm đêm thuộc phân họ Arctiinae, họ Erebidae.